# River Brit
River Brit är ett vattendrag i Storbritannien.   Det ligger i riksdelen England, i den södra delen av landet, 210 km väster om huvudstaden London.